# Heptacarus piffli
Heptacarus piffli är en kvalsterart som beskrevs av Sandór Mahunka 1977. Heptacarus piffli ingår i släktet Heptacarus och familjen Lohmanniidae. Inga underarter finns listade i Catalogue of Life.